# アドミラル・クズネツォフ級航空母艦
アドミラル・クズネツォフ級航空母艦は、ソビエト連邦の1143.5設計重航空巡洋艦（тяжёлый авианесущий крейсер）である「アドミラル・クズネツォフ」とその改設計である1143.6設計による「ヴァリャーグ」を、航空母艦の一つの艦級として扱うもの。
広義においては、「ヴァリャーグ」を元に中華人民共和国で完成された「遼寧」と、遼寧の改良型である「山東」も分類する場合がある。西側諸国の通称としてKremlin（Kreml、クレムリン）が存在していたため、資料によってはこの名称が使用されることもある。

## 構造
「アドミラル・クズネツォフ」は世界で初めてスキージャンプ勾配を用いてCTOL機を運用するSTOBAR式航空母艦であり、カタパルトこそ無いが、VTOL機（Yak-38）以外の航空機を運用できるソビエト海軍初の空母であった。
艦の構造は、「バクー」を元にしているとされているが、全幅・全長ともに拡大され、全通甲板となっている。
重航空巡洋艦としてはキエフ級航空母艦とは異なり、P-700対艦巡航ミサイルを搭載しているが、これを除けば重武装でこそあるものの対空・対潜兵器しか搭載していない。
機関は蒸気タービン4基（ボイラー8基）を用い、合計出力20万hpにより29ノットでの航行を可能としている。

### 搭載機
固定翼機はSu-27K、MiG-29K、YaK-41M（後にYak-141、VTOL）が、想定されていた。しかし、MiG-29Kは開発中断（後にインド海軍向けに完成）、YaK-141は開発中止となった。これにより候補としてはSu-27Kのみとなり、これが採用されていたが、現運用されているSu-33が運用期限が迫っており（後に2025年までの延命処理を行った）戦力維持のためのコスト負担軽減の為に2014年11月25日よりMiG-29KとMiG-29KUBの運用を開始された。
回転翼機は計画通りKa-27系列の機体が搭載されている。

### 相違点
「ヴァリャーグ」起工時点で「アドミラル・クズネツォフ」は既に進水しており、細かな変更が生じている。魚雷防御の簡略化、電子機器の更新が主な内容である。また、搭載機の計画数は67機とされている。

## 同型艦
| 名称                     | 起工            | 進水           | 就役            | 備考                                            |
| ------------------------ | --------------- | -------------- | --------------- | ----------------------------------------------- |
| アドミラル・クズネツォフ | 1982年 4月1日   | 1985年 12月5日 | 1990年 12月25日 |                                                 |
| ヴァリャーグ             | 1985年 12月6日  | 1988年 12月4日 | －              | 1992年3月建造中止。後に遼寧となる。             |
| 山東                     | 2013年 11月某日 | 2017年 4月26日 | 2019年 12月17日 | 遼寧の改良型。 日本側の定義で、中国では002A型。 |